# Karl Pinno
Karl Pinno (* 1875; † 13. März 1937) war ein deutscher Architekt.

## Leben
Bis in den Ersten Weltkrieg war Pinno gemeinsam mit dem Architekten Philipp Bachmann (* 1872) in Dortmund tätig (Büro Bachmann und Pinno). Ab 1923 arbeitete er in einer Arbeitsgemeinschaft mit Peter Grund in Dortmund, in der beide selbständig blieben. Das Büro Pinno und Grund stieg in den Jahren 1923 bis 1933 durch zahlreiche prämierte Wettbewerbsentwürfe und ausgeführte Bauten zu regionaler Bekanntheit auf.
Der Architekt Arnold Emundts arbeitete ab April 1927 im Büro Pinno und Grund und war nach eigener Auskunft an verschiedenen Entwürfen maßgeblich beteiligt. Emundts war nach seinem Ausscheiden 1933 vom Januar 1934 bis Mitte 1935 erneut für Karl Pinno tätig.
Spätestens nach 1929 ist das Interesse von Fritz Höger an den Arbeiten von Pinno und Grund durch den Besitz des Werkschau-Bandes aus der Reihe „Neue Werkkunst“ (siehe Literatur) belegt.
Die Arbeitsgemeinschaft Pinno und Grund endete 1933, als Grund nach Düsseldorf ging. Eine andere Quelle gibt an: „Aufgrund fehlender Bauaufträge mußte sich die Sozietät 1934 auflösen.“

## Bauten und Entwürfe (Auswahl)
in Büro Bachmann und Pinno
- 1910: Wettbewerbsentwurf für die neue Kaiserbrücke in Bremen
 Der Wettbewerbsentwurf entstand in Zusammenarbeit mit der Deutsch-Luxemburgische Bergwerks- und Hütten-AG, Abteilung Dortmunder Union in Dortmund, und der Tiefbauunternehmung F. H. Schmidt & Co. in Altona. Er wurde mit einem von zwei 3. Preisen prämiert.[4][5]
- 1911: Wettbewerbsentwurf für Kirche und Pfarrhaus der evangelischen Gemeinde im Bochumer Stadtteil Wiemelhausen (Entwurf angekauft)[6]
- 1912–1913: Haus Ende in Herdecke-Ende[7]
- 1914–1916: Straßenbahn-Zentralwerkstatt im Depot Immermannstraße in Dortmund[8]

während der Zusammenarbeit mit Peter Grund
- 1928: Wettbewerbsentwurf für ein Evangelisches Gemeindehaus in Bonn (prämiert mit einem von drei 2. Preisen)[9]
- 1927: Wohnhaus für den Kaufmann Karl Kramer in der Eintrachtstraße in Dortmund
- 1930: Neubau der Nicolai-Kirche in Dortmund

Weiterhin sind unter den zahlreichen gemeinsamen Projekten mit Peter Grund auch Wettbewerbsentwürfe für das Landesfinanzamt und das Polizeipräsidium in Düsseldorf und eine Wohnbebauung im Dortmunder Stadtteil Kemminghausen belegt.